# Golden Spike Ostrava 2018
Il Golden Spike Ostrava 2018 è stato la 57ª edizione dell'annuale meeting di atletica leggera; le competizioni hanno avuto luogo al Městský stadion di Ostrava, il 12 e il 13 giugno 2018. Il meeting è stato la quinta tappa del circuito IAAF World Challenge 2018.

## Risultati[1]

### Uomini
| Specialità             |                         | Prestazione | 2º classificato     | Prestazione | 3º classificato      | Prestazione |
| 100 m                  | Justin Gatlin           | 10"03       | Akani Simbine       | 10"13       | Michael Rodgers      | 10"15       |
| 200 m                  | Aaron Brown             | 20"05       | Jereem Richards     | 20"09       | Ramil Guliyev        | 20"09       |
| 400 m                  | Abdalleleh Haroun       | 44"63       | Liguelin Santos     | 45"43       | Christian Taylor     | 45"58       |
| 3000 m                 | Selemon Barega          | 7'37"53     | Birhanu Balew       | 7'38"25     | Telahun Haile Bekele | 7'38"55     |
| 110 m ostacoli         | Pascal Martinot-Lagarde | 13"45       | Gabriel Constantino | 13"48       | Balázs Baji          | 13"52       |
| Salto in alto          | Mutaz Essa Barshim      | 2.38 m      | Danil Lysenko       | 2.36 m      | Majd Eddin Ghazal    | 2.25 m      |
| Salto con l'asta       | Pawel Wojciechowski     | 5.75 m      | Sam Kendricks       | 5.60 m      | Scott Houston        | 5.60 m      |
| Salto in lungo         | Juan Miguel Echevarría  | 8.66 m      | Luvo Manyonga       | 8.31 m      | Ruswahl Samaai       | 8.15 m      |
| Getto del peso         | Tomas Walsh             | 22.16 m     | Michał Haratyk      | 22.08 m     | Tomáš Staněk         | 21.46 m     |
| Lancio del disco       | Andrius Gudžius         | 66.30 m     | Fedrick Dacres      | 65.36 m     | Robert Harting       | 64.79 m     |
| Lancio del giavellotto | Jakub Vadlejch          | 88.36 m     | Thomas Röhler       | 87.28 m     | Andrian Mardare      | 80.48 m     |

### Donne
| Specialità          |                  | Prestazione | 2º classificato | Prestazione | 3º classificato     | Prestazione |
| 200 m               | Dafne Schippers  | 22"52       | Murielle Ahouré | 22"60       | Mujinga Kambundji   | 22"78       |
| 800 m               | Rababe Arafi     | 1'59"20     | Noélie Yarigo   | 2'00"89     | Olha Lyakhova       | 2'00"90     |
| 1500 m              | Gudaf Tsegay     | 4'02"45     | Sarah McDonald  | 4'04"41     | Simona Vrzalova     | 4'04"80     |
| 3000 m siepi        | Norah Jeruto     | 9'11"33     | Peruth Chemutai | 9'16"89     | Daisy Jepkemei      | 9'23"70     |
| Lancio del martello | Anita Włodarczyk | 76.43 m     | Gwen Berry      | 74.21 m     | Alexandra Tavernier | 73.97 m     |